# Forbregd/Lein
Forbregd/Lein es un área urbana del municipio de Verdal, situado en la provincia de Trøndelag, Noruega. Tiene una población estimada, a inicios de 2022, de 851 habitantes.
Está ubicada en la parte central del país, cerca del fiordo de Trondheim y de la costa del mar de Noruega. 